# Episodi di Absolutely Fabulous (seconda stagione)
Questa voce contiene trame, dettagli e crediti dei registi e degli sceneggiatori della seconda stagione della serie televisiva Absolutely Fabulous
In Gran Bretagna, la serie è stata trasmessa dalla BBC dal 27 gennaio al 10 marzo 1994.
In Italia la serie è andata in onda su Paramount Comedy nel 2004.
| n° | Titolo originale | Titolo italiano           | Prima TV UK      | Prima TV Italia |
| -- | ---------------- | ------------------------- | ---------------- | --------------- |
| 1  | Hospital         | Scandalosa Patsy          | 27 gennaio 1994  |                 |
| 2  | Death            | La linea della vita       | 3 febbraio 1994  |                 |
| 3  | Morocco          | Marocco                   | 10 febbraio 1994 |                 |
| 4  | New Best Friend  | Una nuova amica del cuore | 24 febbraio 1994 |                 |
| 5  | Poor             | Improvvisamente povera    | 3 marzo 1994     |                 |
| 6  | Birth            | La nascita                | 10 marzo 1994    |                 |